# Dayton (Wyoming)
Dayton è un centro abitato (town) degli Stati Uniti d'America, situato nella Contea di Sheridan nello Stato del Wyoming. Nel censimento del 2000 la popolazione era di 678 abitanti.

## Geografia fisica
Secondo i rilevamenti dell'United States Census Bureau, la località di Dayton si estende su una superficie di 1,2 km², tutti occupati da terre.

## Popolazione
Secondo il censimento del 2000, a Dayton vivevano 678 persone, ed erano presenti 186 gruppi familiari. La densità di popolazione era di 551,8 ab./km². Nel territorio comunale si trovavano 304unità edificate. Per quanto riguarda la composizione etnica degli abitanti, il 94,69% era bianco, lo 0,15% era afroamericano, il 3,10% era nativo, lo 0,44% proveniva dall'Asia, lo 0,44% apparteneva ad altre razze e l'1,18% a due o più. La popolazione di ogni razza ispanica corrispondeva all'1,62% degli abitanti.
Per quanto riguarda la suddivisione della popolazione in fasce d'età, il 26,7% era al di sotto dei 18, il 5,6% fra i 18 e i 24, il 24,2% fra i 25 e i 44, il 28,6% fra i 45 e i 64, mentre infine il 14,9% era al di sopra dei 65 anni di età. L'età media della popolazione era di 41 anni. Per ogni 100 donne residenti vivevano 97,1 uomini.